# J. B. Smoove
J. B. Smoove, pseudonimo di Jerry Brooks (Plymouth, 16 dicembre 1964), è un attore statunitense.
È conosciuto principalmente per aver interpretato il ruolo di Kenny Westchester nella serie televisiva Til Death - Per tutta la vita e per il ruolo ricorrente di Leon Black nella serie televisiva Curb Your Enthusiasm.

## Biografia
J. B. Smoove nasce a Plymouth nella Carolina del Nord, ma cresce a Mount Vernon nello Stato di New York. Durante i suoi studi ha frequentato la Norfolk State University di Norfolk in Virginia.
La carriera d'attore di Smoove inizia nel 1997, anno in cui recita in un piccolo ruolo nel film diretto da William DeVizia Lesser Prophets. L'anno successivo recita nuovamente in un film, Tomorrow Night diretto da Louis C.K. e partecipa per la prima volta ad una serie televisiva, recitando nell'episodio L'esca della nona stagione di Law & Order - I due volti della giustizia. Da quel momento in poi iniziò ad apparire in numerose produzioni sia cinematografiche che televisive.
Nel 2002, dopo essere apparso nei film Pootie Tang e Mr. Deeds, entra a far parte del cast principale della serie televisiva Cedric the Entertainer Presents in cui recita fino al 2003 per un totale di diciassette episodi. Sempre nel 2003 inizia ad apparire in alcuni sketch del Saturday Night Live, con il quale collabora fino al 2007 anche nel ruolo di sceneggiatore.
Tra il 2007 e il 2008 recita in nove episodi della terza stagione della serie televisiva Tutti odiano Chris, nel ruolo ricorrente del barbiere Manny e sempre nel 2007 entra a far parte del cast di Curb Your Enthusiasm nel ruolo ricorrente di Leon Black, che interpreta fino al 2011 per un totale di sedici episodi.
Nel 2008 ottiene il ruolo per cui è maggiormente conosciuto dal grande pubblico, ossia quello di Kenny Westchester della serie televisiva Til Death - Per tutta la vita. Entrato a par parte del cast come personaggio ricorrente durante la seconda stagione, venne promosso a regular durante la terza, per poi essere nuovamente tolto dal cast principale durante la quarta. Tra il 2008 e il 2010 l'attore è apparso nella serie per un totale di ventisei episodi.
Dal 2010 in avanti inizia il periodo più prolifico della sua carriera. Recita nei film Notte folle a Manhattan (2010), Libera uscita (2011), La mia vita è uno zoo (2011), Lo spaventapassere (2011), Think Like a Man (2012), Il dittatore (2012), Comic Movie (2013), Ghost Movie (2013) e partecipa nel ruolo di Clem alla serie televisiva di breve durata Bent.
J. B. Smoove ha avuto anche alcune esperienze come doppiatore, si può infatti sentire la sua voce in un episodio di Glenn Martin DDS, de I Simpson e di Robot Chicken, in quattro di American Dad! e nei film Hell & Back e I Puffi 2.

## Filmografia parziale

### Attore

#### Cinema
- Lesser Prophets, regia di William DeVizia (1997)
- Tomorrow Night, regia di Louis C.K. (1998)
- Pootie Tang, regia di Louis C.K. (2001)
- Mr. Deeds, regia di Steven Brill (2002)
- The Watermelon Heist, regia di K. C. Amos (2003)
- With or Without You, regia di G. Stubbs (2003)
- Gas, regia di Henry Chan (2004)
- Notte folle a Manhattan (Date Night), regia di Shawn Levy (2010)
- Libera uscita (Hall Pass), regia di Peter e Bobby Farrelly (2011)
- La mia vita è uno zoo (We Bought a Zoo), regia di Cameron Crowe (2011)
- Lo spaventapassere (The Sitter), regia di David Gordon Green (2011)
- Think Like a Man, regia di Tim Story (2012)
- Il dittatore (The Dictator), regia di Larry Charles (2012)
- La proposta (The Proposition), episodio di Comic Movie (Movie 43), regia di Steve Carr (2013)
- Ghost Movie (A Haunted House), regia di Michael Tiddes (2013)
- Dealin' with Idiots, regia di Jeff Garlin (2013)
- Top Five, regia di Chris Rock (2014)
- La bottega del barbiere 3 (Barbershop: The Next Cut), regia di Malcolm D. Lee (2016)
- Almost Christmas - Vacanze in famiglia (Almost Christmas), regia di David E. Talbert (2016)
- Spider-Man: Far from Home, regia di Jon Watts (2019)
- Jesus Rolls - Quintana è tornato! (The Jesus Rolls), regia di John Turturro (2019)
- On the Count of Three, regia di Jerrod Carmichael (2021)
- Spider-Man: No Way Home, regia di Jon Watts (2021)
- Musica (Mésica), regia di Rudy Mancuso (2024)

#### Televisione
- Law & Order - I due volti della giustizia (Law & Order) – serie TV, episodio 9x03 (1998)
- ShortCuts – serie TV, episodio 2x09 (2000)
- Cedric the Entertainer Presents – serie TV, 17 episodi (2002-2003)
- Ed – serie TV, episodio 3x20 (2003)
- Saturday Night Live – programma TV, 12 puntate (2003-2005)
- Tutti odiano Chris (Everybody Hates Chris) – serie TV, 9 episodi (2007-2008)
- Curb Your Enthusiasm – serie TV, 45 episodi (2007-2021)
- Til Death - Per tutta la vita ('Til Death) – serie TV, 26 episodi (2008-2010)
- Castle – serie TV, episodio 2x09 (2009)
- Bent – serie TV, 6 episodi (2012)
- Louie – serie TV, episodio 3x06 (2012)
- Le idee esplosive di Nathan Flomm (Clear History) – film TV, regia di Greg Mottola (2013)
- The Millers – serie TV, 34 episodi (2013-2015)
- New Girl – serie TV, episodio 7x05 (2018)
- Mapleworth Murders – serie TV, 9 episodi (2020)
- Pivoting - serie TV, episodio 1x03 (2022)
- Blockbuster – serie TV, 8 episodi (2022)
- La pazza storia del mondo, Parte II (History of the World, Part II) - serie TV, 4 episodi (2023)

### Doppiatore
- I Simpson (The Simpsons) – serie animata, episodio 22x14 (2011)
- American Dad! – serie animata, 6 episodi (2009-2012, 2021)
- I Puffi 2 (The Smurfs 2), regia di Raja Gosnell (2013)
- Teenage Mutant Ninja Turtles - Tartarughe Ninja (Teenage Mutant Ninja Turtles) – serie animata, 17 episodi (2014-2017)
- Hell and Back, regia di Tom Gianas e Ross Shuman (2015)
- 3 in mezzo a noi - I racconti di Arcadia (3Below: Tales of Arcadia) – serie animata, 10 episodi (2018-2019)
- Harley Quinn – serie animata, 17 episodi (2019-2022)
- Woke – serie TV, 16 episodi (2020-2022)
- Fairfax – serie animata, 15 episodi (2021-2022)
- Teen Titans Go! - serie animata, 2 episodi (2022)

## Doppiatori italiani
Nelle versioni in italiano delle opere in cui ha recitato, J.B. Smoove è stato doppiato da:
- Roberto Gammino in Libera uscita, Spider-Man: Far from Home,  Spider-Man No Way Home
- Roberto Draghetti in Notte folle a Manhattan, Ghost Movie
- Pasquale Anselmo in Lo spaventapassere, Comic Movie
- Nanni Baldini in Castle, La mia vita è uno zoo
- Fabrizio Vidale in Almost Christmas - Vacanze in famiglia
- Roberto Stocchi in Til Death - Per tutta la vita
- Massimo Bitossi in The Millers
- Mario Cordova in Top Five
- Federico Talocci in Jesus Rolls - Quintana è tornato!

Da doppiatore è sostituito da:
- Fabrizio Vidale in I Puffi 2
- Alessio Cigliano in American Dad!